# اوژنی گرانده
اوژنی گرانده (به فرانسوی: Eugenie, Grandet) رمانی از انوره دو بالزاک (۱۷۹۹–۱۸۵۰)، نویسنده فرانسوی که در اواخر ۱۸۳۳ انتشار یافته است. این نخستین کتاب از کتاب‌های بزرگ او و به قولی شاهکار اوست.

## تحلیل و ماجرای رمان
در شهر سومور بابا گرانده سخت‌گیر، بشکه‌ساز سابق، در پرتو سلسله‌ای از سوداگری‌های موفقیت‌آمیز ثروتی اندوخته‌است که با خستی بی‌پروا و ددمنشانه افزایش می‌دهد. خواننده به آغوش خانواده‌ای برده می‌شود که نانون مستخدمه وفادار، و همسر بی‌اراده گرانده و دختر او، اوژنی جوان را در برمی‌گیرد.
اوژنی دختری است که زیبایی جذاب و روح نجیب و لطیفی دارد و حرص و طمع دو خانواده بزرگ وابسته به بورژوازی شهر –یکی خانواده کروشو و دیگر خانواده دگراسن - به امید ازدواج با این وارث بسیار توانگر باباگرانده در پیرامون او معرکه‌ای به راه انداخته‌است. در همان شب زادروز اوژنی که فرصتی برای برگزاری جشن مختصری که خانواده گرانده پدید آورده‌است، غفلتاً شارل گرانده، جوانی پاریسی که در میان تجمل و بطالت بزرگ شده‌است، از راه می‌رسد. پدر این جوان که برادر باباگرانده بوده، به دنبال چهار میلیون فرانک ورشکستگی، مغز خود را با گلوله پریشان کرده‌است. خسیس پیر از مرگ او به وسیله نامه‌ای آگاه می‌شود که ضمن آن برادرش خواهش می‌کند که مواظب امور تصفیه اموالش باشد و وسایلی برای پسرش فراهم بیاورد تا بتواند برای آزمودن بخت خود به هندوستان برود. در ظرف چندروزی که این جوان مصیبت‌زده در خانه باباگرانده می‌گذراند، در دل اوژنی عشق عمیقی به پسرعمویش پدید می‌آید، عشق حقیقی بزرگی که چنین می‌نماید در دل متأثر شارل نیز پدید آمده است. سپس جوان رهسپار سفر می‌شود، اما پیش از عزیمت سوگند وفای جاودانی می‌خورد.
این قسمت، که بخش اول باشد، بهترین بخش کتاب است: قهرمان‌های داستان برجستگی بی‌نظیری دارند، قضایا به هم درمی‌آمیزند و به وجهی منطقی بسط می‌یابند و عشق اوژنی با چنان درجه‌ای از دقت و لطافت وصف می‌شود که شاید بالزاک هرگز دیگر به آن نرسیده باشد. بقیه چیزی جز نتیجه داستان، سرگذشت اوژنی نیست؛ سرگذشتی که تماماً تابع بخش نخست داستان است و سیمای متعارف خسیس، یعنی شخصیت پدر که رفته رفته اهمیتی مخوف پیدا می‌کند، با آن در تقابل است. پیرمرد آگاه می‌شود که دخترش، به هنگام عزیمت پسرعمویش، همه گنجینه کوچکش را به او داده است و آنگاه دختر را به معنی دقیق و حقیقی کلمه در اتاقش زندانی می‌کند و تا زمانی که مرگ همسرش را نزدیک ندیده است، با او آشتی نمی‌کند. این آشتی هم در آن موقع، به سائقه ترحم و همچنین به سائقه نفع‌پرستی صورت می‌گیرد، چه بیم دارد که مبادا اوژنی در مقام مطالبه ارثیه‌هایی که به او می‌رسد برآید. با این همه شارل از احوال خود خبری نمی‌دهد، اما اوژنی به عشق رؤیایی خویش وفادار می‌ماند. باباگرانده که دیگر هشتاد ساله شده‌است، به تدریج ثروت بی‌کرانش را به دست دخترش می‌سپارد. اکنون می‌تواند بمیرد (اینجاست که مشهورترین واقعه داستان اتفاق می‌افتد، و شرح واقعه مرگ پیرمرد قطعه‌ای به وجود می‌آورد که به راستی قطعه منتخبی برای جنگ‌ها می‌تواند باشد؛ پیرمرد بر لب گور، سرانجام تصمیم می‌گیرد که طلایی را که دارد به دست دخترش بسپارد و با این همه در همان دم مرگ به دخترش می‌گوید: «حساب همه چیز را در آن دنیا باید به من بدهی»).
اما در این گیر و دار، پسرعمو که پس از زندگی پر زیر و بمی که تقریباً او را شبیه عمویش کرده و از پی این زندگی ماجراجویانه، تازه ثروتمند شده‌است، از سفر برمی‌گردد. دیگر یاد دخترک شهرستانی را، که از ثروت بیکرانش آگاه نیست، در دل ندارد و به ازدواج متوسط مصلحت‌جویانه‌ای کشانده می‌شود. اوژنی، که همچنان عشق او را در دل دارد، قروض پدر شارل را –که خود او به گردن نمی‌گیرد- می‌پردازد، سپس به عقد ازدواج یکی از خواستگاران دیرینش در شهر سومور در می‌آید؛ به شرط آنکه در این ازدواج «رسم زفاف» به جای آورده نشود. اوژنی در سی و شش سالگی بیوه می‌شود. زندگی‌اش را در تنهایی به پایان می‌برد و ثروت بیکرانش را وقف امور خیریه می‌کند.
اگرچه این قسمت کتاب ضعیف و شتاب‌زده است، داستان اوژنی گرانده از فروغ قدرت هنری بی‌همتایی برخوردار است: شخصیت اوژنی و شخصیت پدرش، درمیان همه سیماهایی که زاده قلم این نویسنده نابغه هستند، به حق از کامیاب‌ترین و پخته‌ترین سیماها و شخصیت‌ها شمرده می‌شوند. سبک در اینجا متحرک و نافذ است و آن موشکافی و ثقلی که در بسیاری دیگر از آثار همین نویسنده می‌بینیم در اینجا بسیار کمتر است و خلاصه باید گفت که از آن گریزها و استطرادهای اخلاقی دور و درازی که هرچند به برخی از آثار او جذابیتی واقعی می‌دهد، اغلب صفا و دقت کلام را ضایع می‌کند، در این داستان اثری نیست (کمدی انسانی).
رمان اوژنی گرانده اول بار در سال ۱۳۲۸ به همت عبدالله توکل به فارسی ترجمه شد و بارها تجدید چاپ شد.

## شخصیت‌های اصلی رمان
- باباگرانده
- نانون
- اوژنی
- خانواده کروشو
- خانواده دگراسن
- شارل گرانده

....